# Circuit de la Sarthe 2007
Der 55. Circuit Cycliste Sarthe fand vom 10. bis 13. April 2007 statt. Das Radrennen wurde in drei Etappen und zwei Halbetappen über eine Distanz von 674,9 Kilometern ausgetragen.
Den Gesamtsieg errang der Deutsche Andreas Klöden, der die Führungsposition nach seinem Sieg im Einzelzeitfahren auf der dritten Etappe nicht mehr abgab. Die folgenden Plätze belegten Nicolas Vogondy und Wolodymyr Duma.

## Etappen
| Etappe     | Tag       | Start – Ziel               | km    | Etappensieger      | Führender      |
| ---------- | --------- | -------------------------- | ----- | ------------------ | -------------- |
| 1. Etappe  | 10. April | La Roche-sur-Yon – Riaillé | 190,9 | Angelo Furlan      | Angelo Furlan  |
| 2a. Etappe | 11. April | Riaillé – Angers           | 99,8  | Paride Grillo      | Angelo Furlan  |
| 2b. Etappe | 11. April | Angers (EZF)               | 8,8   | Andreas Klöden     | Andreas Klöden |
| 3. Etappe  | 12. April | Angers – Mamers            | 186,6 | Michael Albasini   | Andreas Klöden |
| 4. Etappe  | 13. April | Mamers – Le Mans           | 188,8 | Christopher Sutton | Andreas Klöden |